# Vulkan-M
Vulkan-M (tiếng Ukraina: Вулкан-М, Núi lửa) hay Malyuk (tiếng Ukraina: Малюк, Em bé) - là một biến thể dòng súng trường tự động Kalashnikov theo thiết kế bullpup do Ukraina sản xuất. Nó cũng được xem là một phiên bản nhỏ gọn của dòng súng Vepr với chiều dài nòng chỉ 415 mm.
Súng được trang bị các thanh ray Picatinny để gắn thêm thiết bị phụ trợ, băng đạn và khe hất vỏ đạn phía sau cò súng, bộ khóa an toàn và chọn chế độ bắn mới. Tuy dựa trên nguyên lý của dòng Kalashnikov, nhưng hơn 80% cơ cấu được thiết kế mới, chỉ giữ lại khoảng 20%, bao gồm nòng súng, hộp khóa nòng và cơ cấu cò-búa đập..
Súng đã được Lực lượng Vũ trang Ukraina phê chuẩn thông qua năm 2017 dưới tên súng tự động đặc biệt "Vulkan" .